# Madre de Deus de Minas
Madre de Deus de Minas là một đô thị thuộc bang Minas Gerais, Brasil. Đô thị này có diện tích 493,569 km², dân số năm 2007 là 4951 người, mật độ 10,7 người/km².